# Brabham BT52
Brabham BT52 – samochód zespołu Formuły 1 zaprojektowany przez Gordona Murraya i Davida Northa dla zespołu Brabham na sezon 1983. Samochód był napędzany silnikami BMW M12/13 (Megatron) o pojemności 1,5 litra. Kierowcami byli Nelson Piquet oraz Riccardo Patrese
Po tym, jak zostało zabronione w Formule 1 wykorzystanie efeku przypowierzchniowego, FISA nakazała zespołom konstruować całkowicie płaską podłogę. Spowodowało to, że Brabham musiał zrezygnować z projektu modelu BT51 i zbudować nowy samochód w trzy miesiące. Samochód miał bardzo krótkie, wąskie i kanciaste sekcje boczne, przez co wyglądał jak strzała. Posiadał również wysoki tylny spojler. Taka konstrukcja miała wytworzyć tak dużo docisku, jak to tylko możliwe. Monocoque został wytworzony z włókien węglowych i aluminum, by utrzymać jak najmniejszą masę samochodu. Bak samochodu był mały i umieszczony wysoko za kierowcą, ponieważ Brabham chciał wykorzystać fakt, iż FIA ponownie pozwoliła dotankowywać samochód podczas wyścigu. Jednostki napędowe stanowiły silniki BMW M12/13 1.5 R4 z turbosprężarką, których moc w wyścigu wynosiła około 700 KM, a w kwalifikacjach sięgała do około 1300 KM.
Samochód łatwo się prowadził, co wykorzystał Piquet. W połowie sezonu wydawało się, że Brazylijczyk nie ma szans na tytuł mistrza świata, ale Brabham wprowadził wersję "B" samochodu. Co więcej, Castrol rozpoczął dostarczanie zespołowi specjalnego paliwa. Fakt ten wywołał kontrowersje, a Ferrari i Renault wniosły zażalenie, że liczba oktanowa w paliwie stosowanym przez Brabhama jest zbyt wysoka. FISA odrzuciła jednak te skargi. Stosując ulepszony samochód i paliwo, Piquet zdołał pokonać Alaina Prosta (Renault) i René Arnoux (Ferrari), stając się pierwszym kierowcą, który wywalczył tytuł samochodem turbodoładowanym. Ponadto samochód zdobył nagrodę tygodnika Autosport dla najlepszego samochodu wyścigowego roku 1983. Zespół nie zdołał jednak zdobyć tytułu mistrza świata w klasyfikacji konstruktorów.
Bezpośrednio z modelu BT52 wywodził się Brabham BT53.

## Wyniki
| Legenda oznaczeń w tabelach wyników Wyświetl szablon na nowej stronie | Legenda oznaczeń w tabelach wyników Wyświetl szablon na nowej stronie                                                                     |
| Oznaczenie                                                            | Wyjaśnienie |
| --------------------------------------------------------------------- | --- |
| Złoty                                                                 | Zwycięzca lub mistrzostwo |
| Srebrny                                                               | 2. miejsce lub wicemistrzostwo |
| Brązowy                                                               | 3. miejsce lub II wicemistrzostwo |
| Zielony                                                               | Ukończył, punktował (w klasyfikacji generalnej, gdy zdobył co najmniej jeden punkt na przestrzeni sezonu, poza trzema powyższymi opcjami) |
| Niebieski                                                             | Ukończył, nie punktował (w klasyfikacji generalnej, gdy nie zdobył co najmniej jednego punktu na przestrzeni sezonu)                      |
| Czerwony                                                              | Nie zakwalifikował się (NZ) |
| Czerwony                                                              | Nie prekwalifikował się (NPK) |
| Różowy                                                                | Nie ukończył (NU) |
| Różowy                                                                | Niesklasyfikowany (NS) (w klasyfikacji generalnej, gdy nie został sklasyfikowany w żadnym wyścigu sezonu)                                 |
| Czarny                                                                | Zdyskwalifikowany (DK) |
| Czarny                                                                | Wykluczony (WYK/EX) |
| Biały                                                                 | Nie wystartował (NW) |
| Biały                                                                 | Kontuzjowany (K/INJ) |
| Biały                                                                 | Wyścig odwołany (OD/C) |
| Bez koloru                                                            | Został wycofany (WYC/WD) |
| Bez koloru                                                            | Nie przybył (NP/DNA) |
| Bez koloru                                                            | Nie brał udziału w treningach (NT/DNP) |
| Bez koloru                                                            | Nie został zgłoszony (–) |
| Pogrubienie                                                           | Start z pole position |
| Kursywa                                                               | Najszybsze okrążenie wyścigu |
| †                                                                     | Nie ukończył, ale jego rezultat został zaliczony ze względu na przejechanie więcej niż 90% dystansu wyścigu.                              |
| *                                                                     | Sezon w trakcie |
| 1/2/3                                                                 | Punktowana pozycja w sprincie kwalifikacyjnym                                                                                             |
| Lista systemów punktacji Formuły 1                                    | |

| Sezon | Zespół  | Silnik | Opony | Kierowcy         | 1   | 2   | 3   | 4   | 5   | 6   | 7   | 8   | 9   | 10  | 11  | 12  | 13  | 14  | 15  | Pkt. | Msc. |
| ----- | ------- | ------ | ----- | ---------------- | --- | --- | --- | --- | --- | --- | --- | --- | --- | --- | --- | --- | --- | --- | --- | ---- | ---- |
| 1983  | Brabham | BMW    | M     |                  | BRA | USW | FRA | SMR | MCO | BEL | DET | CND | GBR | DEU | AUT | NLD | ITA | EUR | ZAF | 72   | 3    |
| 1983  | Brabham | BMW    | M     | Nelson Piquet    | 1   | NU  | 2   | NU  | 2   | 4   | 4   | NU  | 2   | 13  | 3   | NU  | 1   | 1   | 3   | 72   | 3    |
| 1983  | Brabham | BMW    | M     | Riccardo Patrese | NU  | 10  | NU  | NU  | NU  | NU  | NU  | NU  | NU  | 3   | NU  | 9   | NU  | 7   | 1   | 72   | 3    |